# MAT Atom Deweloper Wrocław
MAT Atom Deweloper Wrocław is een Poolse wielerploeg voor vrouwen die is opgericht in 2016. Sinds 2022 heeft de ploeg een continentale status van de UCI. De ploegleiding bestaat uit voormalige renners. Voornaamste successen behaalde de ploeg in 2022 en 2023.

## Bekende ex-rensters
Pools
- Kaja Rysz (2021-2022)
- Agnieszka Skalniak-Sójka (2021-2022)
- Dominika Włodarczyk (2021-2023)
- Daria Pikulik (2022)
- Wiktoria Pikulik (2022-2023)
- Nikol Płosaj (2022-2024)

## Overwinningen
2019
5e etappe Tour de Feminin: Katarzyna Wilkos
Race Horizon Park: Katarzyna Wilkos
2021
1e etappe (deel B) Belgrade GP Woman Tour: Agnieszka Skalniak-Sójka
2e etappe Belgrade GP Woman Tour: Dominika Włodarczyk
Eindklassement Belgrade GP Woman Tour: Agnieszka Skalniak-Sójka
2022
1e etappe Gracia Orlová: Agnieszka Skalniak-Sójka
3e etappe (deel B) Gracia Orlová: Agnieszka Skalniak-Sójka
4e etappe Gracia Orlová: Agnieszka Skalniak-Sójka
Eindklassement Gracia Orlová: Agnieszka Skalniak-Sójka
Districtenpijl Ekeren-Deurne: Daria Pikulik
1e etappe Princess Anna Vasa Tour: Agnieszka Skalniak-Sójka
2e etappe Princess Anna Vasa Tour: Agnieszka Skalniak-Sójka
3e etappe Princess Anna Vasa Tour: Agnieszka Skalniak-Sójka
Eindklassement Princess Anna Vasa Tour: Agnieszka Skalniak-Sójka
Proloog Ronde van Toscane: Agnieszka Skalniak-Sójka
3e etappe Ronde van Toscane: Dominika Włodarczyk
Eindklassement Ronde van Toscane: Agnieszka Skalniak-Sójka
2023
1e etappe Gracia Orlová: Dominika Włodarczyk
4e etappe Gracia Orlová: Malwina Mul
5e etappe Gracia Orlová: Dominika Włodarczyk
1e etappe Tour de Feminin: Dominika Włodarczyk
2e etappe Tour de Feminin: Malwina Mul
3e etappe Tour de Feminin: Dominika Włodarczyk
1e etappe Belgrade GP Woman Tour: Nikola Bajgerová
2e etappe Belgrade GP Woman Tour: Monika Brzeźna
Eindkalssement Belgrade GP Woman Tour: Nikola Bajgerová
2024
3e etappe Tour de Feminin: Nikola Bajgerová

### Nationale kampioenschappen
2019
 Pools kampioen op de weg: Łucja Pietrzak
2022
 Pools kampioen tijdrijden: Agnieszka Skalniak-Sójka
 Pools kampioen op de weg: Daria Pikulik
2023
 Pools kampioen op de weg: Monika Brzeźna